# Kelley Spur
Der Kelley Spur ist ein rund 1500 m hoher Felssporn im westantarktischen Queen Elizabeth Land. An der Südseite des Dufek-Massivs in den Pensacola Mountains ragt er 3 km östlich des Spear Spur auf.
Der United States Geological Survey kartierte ihn anhand eigener Vermessungen und Luftaufnahmen der United States Navy aus den Jahren von 1956 bis 1966. Das Advisory Committee on Antarctic Names benannte ihn 1968 nach dem Luftbildfotografen Samuel Kelley, der zwischen 1964 und 1970 in der Flugstaffel VX-6 an mehreren Einsätzen im Rahmen der Operation Deep Freeze teilgenommen hatte.